# Proch (powieść)
Proch – powieść Juliusza Kadena-Bandrowskiego wydana w 1913 w Krakowie. Była trzecią wydaną książką autora.

Utwór o luźnej i epizodycznej konstrukcji traktuje o niezrozumieniu, zderzeniu poglądów i konfrontacji dwóch pokoleń: ojców i synów poszukujących swojej drogi po zdarzeniach rewolucji 1905 roku. Autor wskazuje na stagnację i niemoc środowisk inteligenckich Warszawy i Krakowa, a także pragnienie zmian, których chciałoby dokonać młodsze pokolenie, naznaczone młodopolską impotencją w działaniu i tęsknotą za jakimkolwiek czynem. W drugim wątku autor przedstawia środowisko polskiej młodzieży studenckiej w Belgii, co prowadzi do wątków autobiograficznych. Portretuje tutaj istotne dla tej społeczności postacie (zwłaszcza ze Stowarzyszenia Młodzieży Polskiej im. Lelewela), uciekając się do przesady i karykatury, co wywołało krytykę i protesty części odbiorców, rozpoznających własne alter ego. Jest to środowisko społeczne i patriotyczne, które przygotowywało się do wejścia na polską scenę publiczną, wraz ze swoimi pomysłami zmian i reform. Nacechowana symboliką (jako przygotowanie do czynu zbrojnego) jest szczególnie scena ćwiczeń wojskowych polskich oddziałów strzeleckich w Liège:
Daleko, za błękitami otwierała się Polska gorzka od łez, smutna, zbolała niczym padół wszelkiej zatraty. A oni, szary oddział zwinny jak ryś, pójdą chytrzy, dzielni, swoi.
W utworze autor rozpoczął odejście od młodopolskiej homofonii. Poza stylizacją na mowę potoczną dzieło zawiera innego typu stylizację wypowiedzi narratorskiej, a mianowicie wybujałą metaforyzację. Silniejsze jest tu niż w debiutanckim Niezgule ujednolicenie stylu opowiadania. Kaden nie szczędzi w opisach skandalizujących szczegółów, pisząc o erotyce, czy karierze.
Utwór został dobrze przyjęty m.in. przez Stefana Kołaczkowskiego.